# Tricameralismo
Il tricameralismo è un sistema legislativo consistente nell'avere tre camere legislative; è un sistema opposto al monocameralismo e al bicameralismo, entrambi più comuni.
Il termine si riferisce al sistema legislativo adottato nel Sudafrica durante il regime di Apartheid nel 1983. Altri riferimenti sono la prima Repubblica francese dal 1799 al 1804, il modello di Simón Bolívar e gli Stati generali della Francia pre-rivoluzionaria, anche se i pareri su quest'ultimo sistema non sono unanimi.

## Tricameralismo sudafricano
Nel 1983, il governo segregazionista del Sud Africa guidato da Pieter W. Botha, presentò una costituzione che prevedeva un parlamento tricamerale. Il 2 novembre, circa il settanta per cento della popolazione bianca del paese votò a favore delle modifiche, i neri non furono consultati, essendo in teoria cittadini di bantustan indipendenti e autonomi.
Il parlamento tricamerale sudafricano era costituito da tre camere, suddivise su base razziale:
- Camera dell’Assemblea (House of Assembly): 178 membri, riservata ai bianchi;
- Camera dei Rappresentanti (House of Representatives): 85 membri, riservata a persone di razza mista (Coloureds);
- Camera dei Delegati (House of Delegates): 45 membri, riservata agli indiani.

La creazione del parlamento tricamerale fu controversa su due fronti. Da un lato, molti conservatori bianchi non apprezzavano l'idea di non-bianchi partecipanti al Parlamento. La disputa è stato un fattore nella creazione del Partito Conservatore, da parte di fuoriusciti dal Partito Nazionale. D'altra parte, molti meticci e asiatici respinsero il sistema come una farsa, sostenendo che le camere a loro riservate erano impotenti.
Il parlamento tricamerale non era particolarmente forte. La Costituzione del 1983 ne indebolì in modo significativo i poteri, oltre ad aver abolito la carica di primo ministro. La maggior parte dei poteri fu trasferita al presidente della Repubblica, tra cui la nomina dei ministri. Questo è stato visto da molti come un tentativo di limitare il potere di coloureds e indiani, infatti non solo il Parlamento non-bianco era subordinato a quello bianco, ma l’intero Parlamento era subordinato ad un Presidente bianco.

## Tricameralismo bolivariano
Simón Bolívar, il leader rivoluzionario sudamericano, incluse un parlamento tricamerale nelle sue proposte per un modello di Stato. Bolivar descrisse le tre camere nel modo seguente:
- Camera dei tribuni: detenente poteri in materia di finanza pubblica, affari esteri, e guerra. Sarebbe stata l’unica camera eletta dal popolo;
- Senato: un organismo apolitico con potere di emanare leggi, controllare la magistratura, e nominare i funzionari regionali. Bolívar riteneva che il senato dovesse essere ereditario, sostenendo che questo era l'unico modo per garantire la sua neutralità. Ci sono paralleli tra il Senato di Bolívar e altre camere, come la Camera dei Lord britannica;
- Censori: che avrebbero agito come controllori delle altre due camere. Bolívar li descrisse come "pubblici ministeri contro il governo in difesa della Costituzione e dei diritti popolari". Sostenne anche che essi avrebbero dovuto assicurare un soddisfacente funzionamento dell’esecutivo, probabilmente tramite poteri di impeachment.

Questo modello era inteso come un sistema parlamentare, quindi il parlamento tricamerale avrebbe governato attraverso la nomina dei ministri. Bolivar fu esplicito in molti dei suoi scritti, in particolare nel suo messaggio al Congresso di Angostura (17 dicembre 1819), in cui fu dichiarata l'indipendenza della Grande Colombia, spiegò come il sistema da lui proposto fosse stato pensato per riflettere il funzionamento del sistema parlamentare britannico. La sua proposta dei Censori non era affinché agissero come legislatori, ma piuttosto come mediatori. Per questo motivo, alcune opinioni divergono sulla questione se il suo sistema può davvero essere classificato come un parlamento tricamerale, considerando che i censori non erano veri legislatori, ma sembravano rappresentare un ramo del tutto distinto del governo.
Nonostante la grande influenza di Bolivar in Sud America, nessun paese della regione ha mai adottato il suo parlamento tricamerale. I primi tentativi di implementare il modello, come ad esempio in Bolivia, non hanno avuto successo, anche se il caos del periodo è stato probabilmente un fattore in questo risultato. Numerosi politologi come Juan Linz e altri hanno osservato che la decisione di molti paesi latino-americani di modellare i loro sistemi di governo sul sistema presidenziale degli Stati Uniti, e non su un sistema parlamentare di ispirazione britannica come quello proposto da Bolivar, abbia portato a instabilità politica, dittature o anarchia.

## Tricameralismo durante la prima Repubblica francese
Con la promulgazione della Costituzione dell'anno VIII, la Repubblica consolare, e in seguito l'Impero (anche se le due camere inferiori erano ormai del tutto senza potere) avevano un parlamento tricamerale, composto da:
- Tribunato (Tribunat): composto da 100 membri, era il successore del Consiglio dei Cinquecento (Conseil des Cinq-Cents, camera bassa), ed aveva il compito di discutere le proposte di legge e inserirvi eventuali modifiche da sottoporre al voto del Corpo legislativo;
- Corpo legislativo (Corps législatif): composto da 300 membri, era il successore del Consiglio degli Anziani (Conseil des Anciens, camera alta), votava le proposte di legge senza discuterle (o, dopo il 1804, con una sola discussione strettamente ridotta);
- Senato conservatore (Sénat conservateur): camera alta di 80 membri, il cui compito era quello di garantire la costituzionalità delle leggi approvate dal Corpo legislativo; su proposta del console poteva anche emanare leggi speciali conosciute come sénatus-consultes;

Tuttavia nessuna delle tre camere poteva proporre leggi (a parte il Senato tramite i senatoconsulti), funzione che spettava al Consiglio di Stato.
È in dubbio inoltre se il Senato facesse parte del potere legislativo, perché Sieyès (l'istigatore principale della costituzione del Consolato e poi presidente di questo Senato) lo descrisse come appartenente ad un potere del tutto diverso e al di là dei poteri esecutivo, legislativo e giudiziario: il potere conservatore. In effetti, Napoleone fece del Senato una élite politica per sostenere il suo potere prima come Console e poi come Imperatore, mentre le altre due camere sono stati costrette alla sottomissione. Nel 1807, il Tribunato fu definitivamente abolito.